# Taviet
Taviet est un hameau belge de la commune de Dinant situé en Région wallonne (province de Namur).
Taviet est un ancien hameau d'Achêne passé dans l'entité de Dinant lors des fusions de 1977.

## Situation et description
Établi sur le versant vallonné du ruisseau de Leffe, ce village est implanté le long d'une voirie en boucle entourant l'église plantée sur un sommet. Composé de maisons et petites fermes mitoyennes des XVIIIe et XIXe siècles, le village s'étire souplement vers le fond de la vallée occupée par une grosse ferme et le moulin. Sur le haut de Taviet, le château domine.
Taviet est situé à 237 m d'altitude moyenne, a une superficie de 713 ha et se situe à 9 km de Dinant et à 5 km de Ciney.

## Source
- Site officiel de la ville de Dinant